# 全国早稲田学生会連盟
全国早稲田学生会連盟（ぜんこくわせだがくせいかいれんめい）とは、早稲田大学の地方学生の会（学生稲門会）の連合組織である。
通称「全早連（ぜんそうれん）」。

## 概要
全早連は地方学生の会である学生稲門会間の連絡組織として1965年に設立された。十名程度の学生からなる常任委員会によって運営されている。
全早連は早稲田大学体育祭の一種目である「Tokyoハイク」や、春秋の新歓イベントである「新入生ウェルカムパーティ」と「稲門ふるさとパーティ」などを運営している。

## 学生稲門会
学生稲門会（がくせいとうもんかい）とは早稲田大学の地方学生の会に所属する公認サークルで、2021年現在は北海道、東北、茨城、栃木、群馬、千葉、新潟、北陸、山梨、信州、岐阜、静岡、愛知、三重、関西、大阪、京都、和歌山、鳥取、広島、山口、徳島、香川、福岡、佐賀、長崎、熊本、宮崎、沖縄学生稲門会の28団体が全早連に所属している。